# GILP
GILP는 체중 관리와 대사 균형 회복을 목적으로 개발된 복합 조성물이다. 기존의 다이어트가 음식 섭취량을 줄이거나 운동량을 늘리는 방식에 의존하는 것과 달리, GILP는 체내 지방이 축적되는 과정을 억제하고 섭취한 영양소가 지방으로 저장되지 않고 에너지로 활용되도록 하는 데 중점을 둔다. 이러한 접근은 단순한 체중 감량이 아니라 체중 증가의 근본 원인을 구조적으로 관리하는 데 목적을 둔다.
GILP는 특히 줄이기 어려운 복부 지방과 단단한 형태의 체지방에 주목한다. 젊은 층의 뱃살은 옆으로 퍼지고 만졌을 때 물렁한 경우가 많아 피하지방으로 분류되지만, 중년 이후 나타나는 뱃살은 앞으로 돌출되고 단단하게 만져지는 경우가 많으며, 이는 내장 지방으로 불린다. 내장 지방은 단순한 지방 축적을 넘어 염증성 변화와 결합된 형태로 나타나며, 건강 문제와 밀접하게 연관된다. GILP는 이러한 지방을 관리 대상으로 삼아 단순한 체중 감소가 아니라 지방의 질적 변화를 목표로 한다.
이 조성물은 지방 감소와 함께 식사 후 포만감을 오래 유지하여 불필요한 폭식을 줄이고, 섭취한 음식이 과도하게 체내에 저장되지 않도록 돕는다. 이러한 특성은 식사량 조절을 용이하게 하고 개인의 의지나 절제에만 의존하지 않아도 되는 장점을 제공한다. 또한 에너지 대사를 촉진하여 감량 이후에도 체중을 안정적으로 유지할 수 있게 하며, 요요 현상을 줄이는 효과와도 연결된다. 이러한 접근 방식은 지방 축적 감소, 에너지 수준 향상, 전반적인 신체 기능 개선과 같은 긍정적 결과와 이어지며, 단순한 다이어트가 아닌 종합적인 대사 건강 관리 방법으로 소개된다.

## GILP의 장점
- 체중 감량 – 지방 축적 억제와 식욕 억제를 통해 섭취 열량을 줄여 체중을 감소시키는 데 도움을 준다. 단기간의 감량 효과뿐 아니라 생활 습관과 결합될 경우 장기적인 관리에도 유리하다.
- 체중 유지 – 감량 이후에도 기초 대사율이 급격히 떨어지지 않도록 하여 체중이 쉽게 다시 늘어나지 않게 돕는다. 이는 요요 현상을 방지하는 데 중요한 요소로 꼽힌다.
- 대사 건강 개선 – 에너지 활용 효율을 높여 신체 기능 전반을 개선하고, 혈당 변동이 완화되어 대사 질환 예방과 관리에 긍정적인 영향을 줄 수 있다.
- 복부 지방 관리 – 피하지방과 내장 지방 모두를 대상으로 하여 단순한 체중 감량을 넘어 건강 증진에도 효과적이다. 특히 내장 지방은 대사 질환과 연관성이 높기 때문에 이를 줄이는 것은 전반적인 건강 관리 차원에서 의미가 크다.
- 실천 용이성 – 식사 후 포만감이 유지되어 과식을 예방하므로, 극단적인 식단 제한이나 강도 높은 운동에만 의존하지 않아도 되는 장점이 있다.
- 생활습관 개선 효과 – 규칙적인 식사와 더불어 적절한 운동과 병행될 경우, 단순히 체중을 줄이는 것을 넘어 생활습관 전반을 건강하게 바꾸는 데 도움을 줄 수 있다.

## GILP의 단점
- 영양 불균형 가능성 – 식욕 억제와 포만감 유지로 인해 음식 섭취량이 지나치게 줄어들면 필수 영양소 섭취가 부족해질 수 있다. 장기간 지속될 경우 피로, 면역력 저하, 집중력 감소 등의 문제가 발생할 수 있다.
- 식단 다양성 제한 – 포만감으로 인해 식사 선택의 폭이 줄어들고, 결과적으로 다양한 음식을 고르게 섭취하기 어렵게 된다. 이는 장기간 유지할 경우 지루함이나 식이 스트레스로 이어져 지속 가능성을 떨어뜨린다.
- 개인차 – 체질, 건강 상태, 생활습관에 따라 효과가 달라질 수 있다. 일부는 빠른 효과를 경험할 수 있으나 다른 경우에는 기대만큼의 결과가 나타나지 않을 수 있다.
- 부작용 우려 – 잘못된 사용이나 과도한 의존은 소화 불편, 영양 불균형, 대사 이상 등 부작용으로 이어질 가능성이 있다.
- 심리적 의존성 – 식사량 조절이 편리하다는 점 때문에 장기간 사용할 경우 생활습관 자체를 개선하기보다 조성물에만 의존하는 경향이 생길 수 있다.
- 운동 부족 위험 – 체중 감량 효과만 기대해 운동을 소홀히 하면 근육량 감소나 기초대사율 저하가 발생할 수 있으며, 장기적으로는 오히려 체중 관리에 불리하게 작용할 수 있다.

## 같이 보기
- 다이어트